# President de la República Francesa
El President de la República Francesa (francès Président de la République française) és el cap d'estat de França i també ex officio Copríncep d'Andorra i Gran Mestre de la Legió d'Honor. Quatre de les Cinc Repúbliques de França han tingut presidents com a caps d'estat, i han fet de la presidència de França la més antiga d'Europa que encara és activa d'alguna manera. En la constitució de cadascuna de les cinc repúbliques els poders presidencials han variat. L'actual president de França és Emmanuel Macron.

## Poders presidencials
A diferència d'altres presidents europeus, la tasca presidencial té força poders, especialment en afers exteriors. Encara que el primer ministre i el parlament ostenten la major part del poder legislatiu i executiu, el president francès manté una forta influència.
Potser el més gran és el d'escollir el primer ministre. Tanmateix, des que només l'Assemblea Nacional Francesa té el poder de fer dimitir el govern, el president és forçat a anomenar un primer ministre que tingui el suport de la majoria de l'Assemblea. Quan la majoria de l'Assemblea és d'un partit polític diferent al del president, es produeix allò que se'n diu cohabitació. Això fa minvar els poders presidencials, i augmenta els del primer ministre i els de l'Assemblea Nacional. Tot i així, la convenció constitucional és que el president dirigeix els afers exteriors, encara que la major part de la feina resta en mans del Ministre d'Afers Exteriors. Quan la majoria de l'Assemblea és del seu mateix partit, el president pot tenir un rol més actiu i dirigir la política interior. El primer ministre resta aleshores en un paper secundari i pot ser destituït si la seva administració esdevé impopular.
Entre els poders presidencials hi ha:
- Pot promulgar lleis
- Té una petita i limitada forma de veto suspensiu: pot ordenar una altra lectura de la llei pel Consell Constitucional abans de la seva promulgació
- Pot convocar lleis per Referèndum.
- Pot nomenar alguns alts funcionaris (amb seient al gabinet)
- Nomena alguns membres del Consell Constitucional.
- Rep els ambaixadors estrangers.
- Pot oferir un perdó (però no pas una amnistia) per a criminals convictes, i antigament podia commutar penes de mort per cadena perpètua. Hi ha una tradició d'oferir perdons per a petits delictes després d'una elecció presidencial. Darrerament ha estat molt criticat aquest costum, particularment perquè es creu que incita a la gent a cometre infraccions de trànsit els mesos abans de les eleccions, però també és cert que redueix la sobrepoblació a les presons. L'últim perdó es va dictar el 2002.
- Conjuntament amb el Bisbe de la Seu d'Urgell, és Copríncep d'Andorra.

## Elecció
Des del 2000, el President de França és escollit per sufragi universal directe per a un terme de cinc anys (fins aleshores el terme era de set anys). François Mitterrand és l'únic president que ha complit els dos mandats complets de set anys.
El sistema d'elecció consisteix en el vot directe dels candidats a la presidència. Si cap dels candidats obté una majoria de vots, es convoca una segona volta amb els dos candidats més votats. Aquesta pràctica ha estat molt criticada perquè arracona les minories.

## Presidents de França
Aquesta llista continua a la Llista de reis de França.

## Primera República(1792-1804)
En la Primera República el càrrec de President no existí com a tal, però la figura del cap d'estat l'ocuparen grups de governants de forma col·legiada.
| No. | Nom                | Inici                  | Fi                     |
| --- | ------------------ | ---------------------- | ---------------------- |
| -   | Convenció Nacional | 20 de setembre de 1792 | 2 de novembre de 1795  |
| -   | Directori          | 2 de novembre de 1795  | 10 de novembre de 1799 |
| -   | Consolat           | 10 de novembre de 1799 | 18 de maig de 1804     |

## Segona República(1848-1852)

### Presidents del Govern provisional de la República (1848)
| No. (Rep.) | Fotografia                       | Nom                                          | Inici                | Fi                | Partit |
| ---------- | -------------------------------- | -------------------------------------------- | -------------------- | ----------------- | ------ |
| 1. (1.)    | Jacques-Charles Dupont de l'Eure | Jacques-Charles Dupont de l'Eure (1767-1855) | 24 de febrer de 1848 | 9 de maig de 1848 | Cap    |

### Presidents de la Comissió Executiva (1848)
| No. (Rep.) | Fotografia                    | Nom                                       | Inici             | Fi                 | Partit |
| ---------- | ----------------------------- | ----------------------------------------- | ----------------- | ------------------ | ------ |
| 1. (1.)    | François Jean Dominique Arago | Dominique François Jean Arago (1786-1853) | 9 de maig de 1848 | 28 de juny de 1848 | Cap    |

### Caps del Poder Executiu (1848)
| No. (Rep.) | Fotografia             | Nom                                | Inici              | Fi                     | Partit |
| ---------- | ---------------------- | ---------------------------------- | ------------------ | ---------------------- | ------ |
| 1. (1.)    | Louis-Eugène Cavaignac | Louis-Eugène Cavaignac (1802-1857) | 28 de juny de 1848 | 20 de desembre de 1848 | Cap    |

### Presidents de la República (1848-1852)
| No. (Rep.) | Fotografia              | Nom                                 | Inici                  | Fi                    | Partit       |
| ---------- | ----------------------- | ----------------------------------- | ---------------------- | --------------------- | ------------ |
| 1. (1.)    | Lluís-Napoleó Bonaparte | Lluís-Napoleó Bonaparte (1808-1873) | 20 de desembre de 1848 | 2 de desembre de 1852 | Bonapartista |

## Tercera República(1870-1940)

### Presidents del Govern de Defensa Nacional (1870-1871)
| No. (Rep.) | Fotografia         | Nom                            | Inici                 | Fi                   | Partit |
| ---------- | ------------------ | ------------------------------ | --------------------- | -------------------- | ------ |
| 1. (1.)    | Louis Jules Trochu | Louis Jules Trochu (1815-1896) | 4 de setembre de 1870 | 17 de febrer de 1871 | Cap    |

### Caps del Poder Executiu (1871)
| No. (Rep.) | Fotografia     | Nom                        | Inici                | Fi                 | Partit                       |
| ---------- | -------------- | -------------------------- | -------------------- | ------------------ | ---------------------------- |
| 1. (1.)    | Adolphe Thiers | Adolphe Thiers (1797-1877) | 17 de febrer de 1871 | 31 d'agost de 1871 | Orleanista/Republicà moderat |

### Presidents de la República (1871-1940)
| No. (Rep.) | Fotografia                        | Nom                                                       | Inici                  | Fi                     | Partit                                       |
| ---------- | --------------------------------- | --------------------------------------------------------- | ---------------------- | ---------------------- | -------------------------------------------- |
| 2. (1.)    | Adolphe Thiers                    | Adolphe Thiers (1797-1877)                                | 31 d'agost de 1871     | 24 de maig de 1873     | Orleanista/Republicà moderat                 |
| 3. (2.)    | Patrice Mac-Mahon, duc de Magenta | Patrice Mac-Mahon, duc de Magenta (1808-1893)             | 24 de maig de 1873     | 30 de gener de 1879    | Legitimista                                  |
| -          | Jules Armand Stanislas Dufaure    | Jules Armand Stanislas Dufaure (Interinament) (1798-1881) | 30 de gener de 1879    | 30 de gener de 1879    | Republicà Oportunista/Republicà d'Esquerra   |
| 4. (3.)    | Jules Grévy                       | Jules Grévy (1807-1891)                                   | 30 de gener de 1879    | 2 de desembre de 1887  | Republicà Oportunista/Republicà d'Esquerra   |
| -          | Maurice Rouvier                   | Maurice Rouvier (Interinament) (1842-1911)                | 2 de desembre de 1887  | 3 de desembre de 1887  | Republicà Oportunista/Republicà d'Esquerra   |
| 5. (4.)    | Marie François Sadi Carnot        | Marie François Sadi Carnot (1837-1894)                    | 3 de desembre de 1887  | 25 de juny de 1894     | Republicà Oportunista/Republicà d'Esquerra   |
| -          | Charles Dupuy                     | Charles Dupuy (Primer mandat) (Interinament) (1851-1923)  | 25 de juny de 1894     | 27 de juny de 1894     | Republicà Oportunista/Republicà d'Esquerra   |
| 6. (5.)    | Jean Paul Pierre Casimir-Périer   | Jean Paul Pierre Casimir-Périer (1847-1907)               | 27 de juny de 1894     | 16 de gener de 1895    | Republicà Oportunista/Republicà d'Esquerra   |
| -          | Charles Dupuy                     | Charles Dupuy (Segon mandat) (Interinament) (1851-1923)   | 16 de gener de 1895    | 17 de gener de 1895    | Republicà Oportunista/Republicà d'Esquerra   |
| 7. (6.)    | Félix Faure                       | Félix Faure (1841-1899)                                   | 17 de gener de 1895    | 16 de febrer de 1899   | Republicà Oportunista/Republicà Progressista |
| -          | Charles Dupuy                     | Charles Dupuy (Tercer mandat) (Interinament) (1851-1923)  | 16 de febrer de 1899   | 18 de febrer de 1899   | Republicà Oportunista/Republicà d'Esquerra   |
| 8. (7.)    | Émile Loubet                      | Émile Loubet (1838-1929)                                  | 18 de febrer de 1899   | 18 de febrer de 1906   | Aliança Democràtica Republicana (ARD-PRD)    |
| 9. (8.)    | Armand Fallières                  | Armand Fallières (1841-1931)                              | 18 de febrer de 1906   | 18 de febrer de 1913   | Republicà Oportunista/ARD-PRD                |
| 10. (9.)   | Raymond Poincaré                  | Raymond Poincaré (1860-1934)                              | 18 de febrer de 1913   | 18 de febrer de 1920   | PRD-ARD                                      |
| 11. (10.)  | Paul Deschanel                    | Paul Deschanel (1855-1922)                                | 18 de febrer de 1920   | 21 de setembre de 1920 | ARD-PRDS                                     |
| 12. (11.)  | Alexandre Millerand               | Alexandre Millerand (1859-1943)                           | 21 de setembre de 1920 | 11 de juny de 1924     | Cap                                          |
| -          | Frédéric François-Marsal          | Frédéric François-Marsal (Interinament) (1874-1958)       | 11 de juny de 1924     | 13 de juny de 1924     | Federació Republicana                        |
| 13. (12.)  | Gaston Doumergue                  | Gaston Doumergue (1863-1937)                              | 13 de juny de 1924     | 13 de juny de 1931     | Radical                                      |
| 14. (13.)  | Paul Doumer                       | Paul Doumer (1857-1932)                                   | 13 de juny de 1931     | 7 de maig de 1932      | Radical                                      |
| -          | André Tardieu                     | André Tardieu (Interinament) (1876-1945)                  | 7 de maig de 1932      | 10 de maig de 1932     | Aliança Democràtica                          |
| 15. (14.)  | Albert Lebrun                     | Albert Lebrun (1871-1950)                                 | 10 de maig de 1932     | 11 de juliol de 1940   | Aliança Democràtica                          |

## França de Vichy(1940-1944)

### Caps d'estat (1940-1944)
| No. (Rep.) | Fotografia                     | Nom                                        | Inici                | Fi                 | Partit       |
| ---------- | ------------------------------ | ------------------------------------------ | -------------------- | ------------------ | ------------ |
| 1.         | Mariscal Henri Philippe Pétain | Mariscal Henri Philippe Pétain (1856-1951) | 11 de juliol de 1940 | 20 d'agost de 1944 | Cap, militar |

## Govern Provisional de la República (1944-1947)

### Caps del Govern Provisional de la República (1944-1947)
| No. (Rep.) | Fotografia                           | Nom                                              | Inici                  | Fi                     | Partit       |
| ---------- | ------------------------------------ | ------------------------------------------------ | ---------------------- | ---------------------- | ------------ |
| 1.         | General de Brigada Charles de Gaulle | General de Brigada Charles de Gaulle (1890-1970) | 20 d'agost de 1944     | 26 de gener de 1946    | Cap, militar |
| 2.         |                                      | Félix Gouin (1884-1977)                          | 26 de gener de 1946    | 24 de juny de 1946     | SFIO         |
| 3.         |                                      | Georges Bidault (1899-1983)                      | 24 de juny de 1946     | 28 de novembre de 1946 | MRP          |
| -          | Vincent Auriol                       | Vincent Auriol (Interinament) (1884-1966)        | 28 de novembre de 1946 | 16 de desembre de 1946 | SFIO         |
| 4.         | Léon Blum                            | Léon Blum (1872-1950)                            | 16 de desembre de 1946 | 16 de gener de 1947    | SFIO         |

## Quarta República(1947-1959)

### Presidents de la República (1947-1959)
| No. (Rep.) | Fotografia     | Nom                        | Inici               | Fi                  | Partit |
| ---------- | -------------- | -------------------------- | ------------------- | ------------------- | ------ |
| 16. (1.)   | Vincent Auriol | Vincent Auriol (1884-1966) | 16 de gener de 1947 | 16 de gener de 1954 | SFIO   |
| 17. (2.)   | René Coty      | René Coty (1882-1962)      | 16 de gener de 1954 | 8 de gener de 1959  | CNIP   |

## Cinquena República(1959-actualitat)
| No. (Rep.) | Fotografia               | Nom                                                    | Inici              | Fi                 | Partit     |
| ---------- | ------------------------ | ------------------------------------------------------ | ------------------ | ------------------ | ---------- |
| 18. (1.)   | Charles de Gaulle        | Charles de Gaulle (1890-1970)                          | 8 de gener de 1959 | 28 d'abril de 1969 | UNR/UDR    |
| -          | Alain Poher              | Alain Poher (Primer mandat) (Interinament) (1909-1990) | 28 d'abril de 1969 | 20 de juny de 1969 | CD         |
| 19. (2.)   | Georges Pompidou         | Georges Pompidou (1911-1974)                           | 20 de juny de 1969 | 2 d'abril de 1974  | UDR        |
| -          | Alain Poher              | Alain Poher (Segon mandat) (Interinament) (1909-1990)  | 2 d'abril de 1974  | 27 de maig de 1974 | CD         |
| 20. (3.)   | Valéry Giscard d'Estaing | Valéry Giscard d'Estaing (1926-2020)                   | 27 de maig de 1974 | 21 de maig de 1981 | RI/UDF     |
| 21. (4.)   | François Mitterrand      | François Mitterrand (1916-1996)                        | 21 de maig de 1981 | 17 de maig de 1995 | PS         |
| 22. (5.)   | Jacques Chirac           | Jacques Chirac (1932-2019)                             | 17 de maig de 1995 | 16 de maig de 2007 | RPR/UMP    |
| 23. (6.)   | Nicolas Sarkozy          | Nicolas Sarkozy (*1955)                                | 16 de maig de 2007 | 15 de maig de 2012 | UMP        |
| 24. (7.)   | François Hollande        | François Hollande (*1954)                              | 15 de maig de 2012 | 14 de maig de 2017 | PS         |
| 25. (8.)   | Emmanuel Macron          | Emmanuel Macron (*1977)                                | 14 de maig de 2017 | en el càrrec       | En marche! |